# جون إيشيكاوا
جون إيشيكاوا (باليابانية: 市川準؛ بالكانا: いちかわ じゅん) هو كاتب سيناريو ومخرج ياباني، ولد في 25 نوفمبر 1948 في طوكيو في اليابان، وتوفي في 19 سبتمبر 2008 في طوكيو (اليابان) في اليابان بسبب نزف مخي.

## أعمال

### أفلام
- توني تاكيتاني (2004)

## وصلات خارجية
- جون إيشيكاوا على موقع IMDb (الإنجليزية)
- جون إيشيكاوا على موقع ألو سيني (الفرنسية)
- جون إيشيكاوا على موقع قاعدة بيانات الفيلم (الإنجليزية)
- جون إيشيكاوا على موقع كينوبويسك (الروسية)